# Esporte Clube Real de Brasília
Esporte Clube Real de Brasília foi uma agremiação esportiva brasileira, sediada em Brasília, no Distrito Federal.

## História
O primeiro jogo do clube foi no dia 7 de agosto de 1960 contra o Brasil Central Atlético Clube. Em 1960 disputa sua primeira competição, o Torneio Início da FDB. No mesmo ano, disputa a segunda divisão e é vice campeão. Disputou novamente em 1961, sendo terceiro colocado. Depois de disputar a competição em 1963, é desfiliado da então Federação Desportiva de Brasília. Em 1978 disputou a Copa Arizona de Futebol Amador.

## Estatísticas

### Participações
| Competição                | Competição                  | Temporadas | Melhor campanha     | Estreia | Última | P | R |
| Brasil                    | Copa Arizona                | 1          | ? colocado (1978 )  | 1978    | 1978   | – | – |
| Distrito Federal (Brasil) | Brasiliense Segunda Divisão | 3          | Vice-Campeão (1960) | 1960    | 1963   | – | – |